# Province du Xinjiang sous la république de Chine
La province du Xinjiang sous la république de Chine (chinois : 新疆省 ; pinyin : Xīnjiāng shěng) de 1912 à 1949, hérite de la province du Gansu-Xinjiang (甘肃新疆省, 1884—1912), de la dynastie Qing après la chute de l'Empire lors de la Révolution chinoise de 1911, menée par le Kuomintang. Les deux provinces sont alors de nouveau divisées en province du Gansu et province du Xinjiang. Il s'ensuit une période d'instabilité de la Chine, notamment avec la période dite des Seigneurs de la guerre, sous le Gouvernement de Beiyang (1912-1927), puis la guerre civile chinoise (1927-1950).
La province sous le contrôle du seigneur de la guerre Sheng Shicai à partir de 1933, voit l'indépendance momentanée de 2 différentes régions. La première à Kashgar, avec la république islamique du Turkestan oriental (novembre 1933 - février 1934), puis, au Nord du Xinjiang, après la Révolution des trois districts, une République soviétique du Turkestan oriental plus longue de 1944 à 1949, aidée par l'Union soviétique dont elle devient un état satellite.
À la fin de la république de Chine, la province intègre (zh) le 16 décembre 1949 la république populaire de Chine deux mois après sa déclaration du 1er octobre 1949, puis devient la Région autonome ouïghoure du Xinjiang, 6 ans après, le 1er octobre 1955.

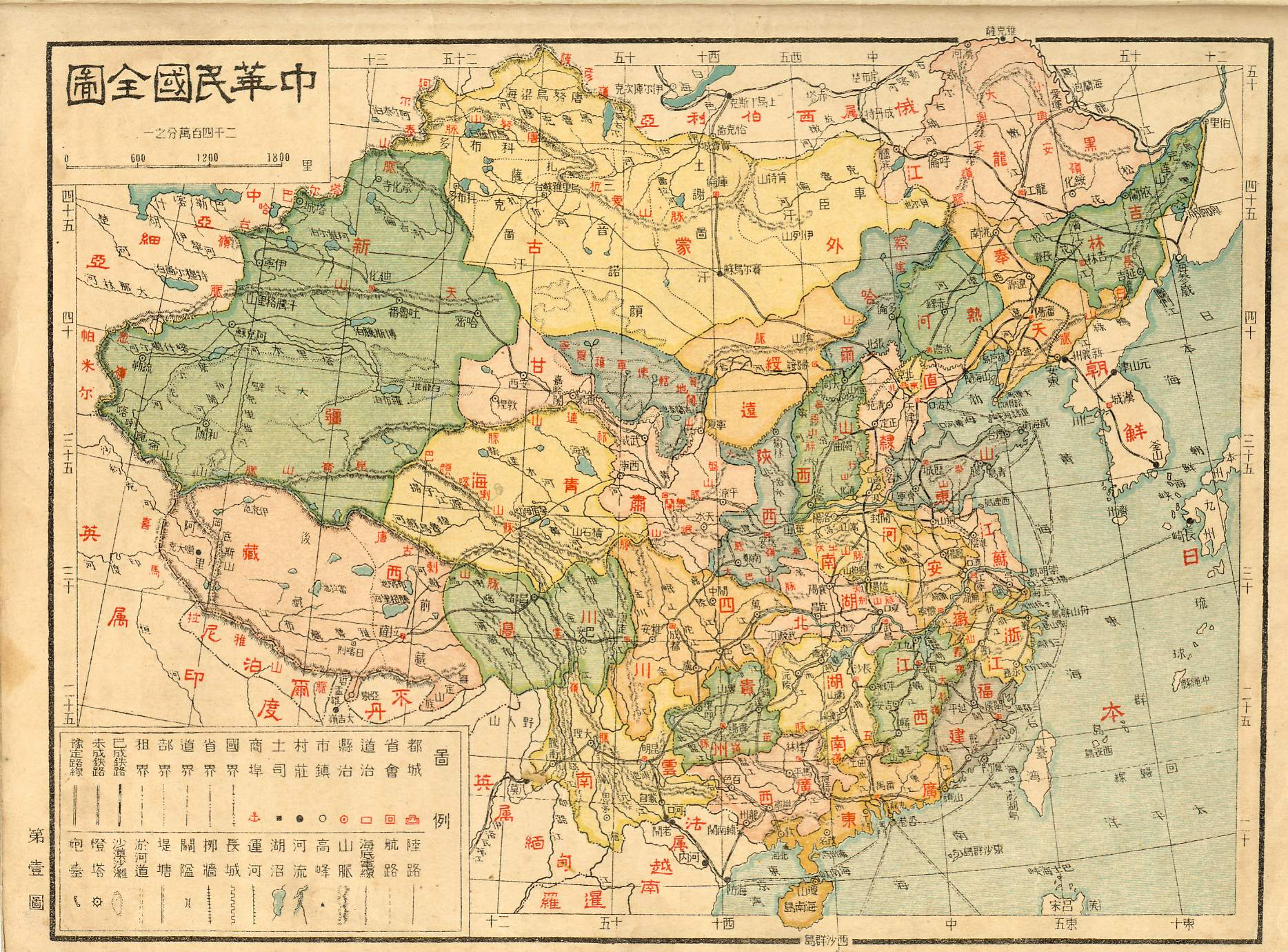
Carte de la République de Chine en 1926, ou la province du Xinjiang est représentée